# Coccidiodictyon
Coccidiodictyon är ett släkte av svampar. Coccidiodictyon ingår i familjen Septobasidiaceae, ordningen Septobasidiales, klassen Pucciniomycetes, divisionen basidiesvampar och riket svampar.
|                 | Ordonia                                        |
|                 |                                                |
|                 | Septobasidium                                  |
|                 |                                                |
|                 | Glenospora                                     |
|                 |                                                |
|                 | Aphelariopsis                                  |
|                 |                                                |
|                 | Uredinella                                     |
|                 |                                                |
| Coccidiodictyon | \| \| Coccidiodictyon inconspicuum \| \| \| \| |
|                 | \| \| Coccidiodictyon inconspicuum \| \| \| \| |
|                 | Johncouchia                                    |
|                 |                                                |
|                 | Auriculoscypha                                 |
|                 |                                                |
|                 | Coccidiodictyon inconspicuum                   |
|                 |                                                |

|  | Coccidiodictyon inconspicuum |
|  |                              |